# Lista över ledamöter av Sveriges riksdags första kammare 1937
Ledamöter av Sveriges riksdags första kammare 1937.

## Stockholms stad
- Ernst Trygger, f.d. justitieråd, h
- Sten Stendahl, grosshandlare, h, f. 1876
- Carl Forssell, professor, h
- Karl Wistrand, direktör, h
- Eliel Löfgren, advokat, f
- Ernst Klefbeck, kyrkoherde, s
- Charles Lindley, förtroendeman, s
- Oskar Hagman, byråchef, s
- Fredrik Ström, redaktör, s
- Olof Carlsson, ledamot i försäkringsrådet, s
- Georg Branting, advokat, s
- Ture Nerman, skriftställare, sp

## Stockholms län och Uppsala län
- Theodor Borell, häradshövding, h
- Hjalmar Hammarskjöld, f.d. landshövding, h
- August Wilhelm Rydberg, godsägare, h, f. 1869
- Carl-Axel Reuterskiöld, professor, bf, f. 1870
- Johan Larsson i Örbyhus, fabrikör, f, f. 1877
- Gustav Möller, partisekreterare, s
- Carl Primus Wahlmark, typograf, s, f. 1883
- Albert Forslund, förbundsordförande, s, f. 1881
- Wilhelm Källman, f.d. kommunalkamrer, s
- Oscar Danielsson, stadsombudsman, s

## Södermanlands och Västmanlands län
- Gustaf Sederholm, f.d. landshövding, h
- Gustaf Tamm, jägmästare, h, f. 1876
- Erik von Heland,  godsägare, h
- Bo von Stockenström, bruksägare, f
- Wilhelm Björck, undervisningsråd, s
- Carl Dahlström, smed, s, f. 1877
- David Norman, folkskollärare, s, f. 1887
- Anders Johan Bärg, förrådsförman, s
- Carl Alger Härdin, lokomotivförare, s, f. 1887

## Östergötlands län med Norrköpings stad
- Israel Lagerfelt, friherre, godsägare, h
- David Pettersson i Bjälbo, lantbrukare, h
- Gustaf Adolf Björkman, borgmästare i Norrköping, h, f. 1871
- K.G. Westman, professor, bf, f. 1876
- Viktor Larsson, bankofullmäktige, s
- Oscar Olsson, lektor, s, f. 1877
- Gottfrid Karlsson, lokomotivförare, s, f. 1882
- Albert Bergström, f.d. arbetsförmedlingsdirektör, s, f. 1869

## Jönköpings län
- Bernhard Nilsson i Landeryd, domänintendent, h
- Oscar Ericson i Oberga, lantbrukare, bf, f. 1866
- Allan Holstensson, lantbrukare, bf, f. 1878
- Felix Hamrin, landshövding, f
- Ivan Pauli, lektor, s
- Gustaf Heüman, mätareavläsare, s

## Kronobergs och Hallands län
- Martin Svensson i Kompersmåla, h
- Johan Bernhard Johansson, lantbrukare, h
- Ivar Ekströmer, brukspatron, h
- Verner Andersson, lantbrukare, bf, f. 1887
- Per Gustafsson i Benestad, lantbrukare, bf, f. 1880
- Anders Andersson i Markaryd, f.d. fattigvårdskonsulent, s, f. 1871
- Sven Larsson, murare, s, f. 1883

## Kalmar län och Gotlands län
- Axel Mannerskantz, godsägare, h
- Erik Anderson i Hägelåkra, lantbrukare, h, f. 1870
- Petrus Nilsson i Gränebo, lantbrukare, bf, f. 1881
- Lars Gunnar Bodin, lantbrukare, bf, f. 1872
- Arthur Heiding, lantbrukare, bf
- Ruben Wagnsson, folkskollärare, s
- Karl Magnusson, mjölnare, s

## Blekinge län och Kristianstads län
- Johan Nilsson i Skottlandshus, landshövding, h, f. 1873
- Gustaf Ehrnberg, borgmästare i Simrishamn, h, f. 1867
- Nils Swartling, konsul, h,
- Alexander Nilsson i Fredriksfält, lantbrukare, bf, f. 1876
- Anton Pettersson, ombudsman, bf, f. 1879
- Elof Andersson i Fältenborg, lantbrukare, f, f. 1873
- William Linder, borgmästare, s
- Jacob Hansson, stationsförman, s, f. 1878
- Robert Berg, stuveriarbetare, s, f. 1877

## Malmöhus län
- Eilif Sylwan, sekreterare, h
- Elof Hagberth, agronom, h
- Axel Löfvander, lantbrukare, bf
- Hakon Sylvan, arrendator, bf
- Axel Roos, bankdirektör, f
- Olof Olsson, adjunkt, s
- Johan Nilsson i Malmö, redaktör, s, f. 1874
- Alfred Andersson i Bussjö, lantbrukare, s, f. 1881
- Edwin Berling, målarmästare, s, f. 1881
- Rudolf Anderberg, stationsmästare, s
- Herman Ericsson, stationskarl, s
- Axel Leander, linjearbetare, s, f. 1888

## Göteborgs stad
- Oskar Anshelm Nordborg, direktör, h
- Gösta Rahmn, rektor, h, f. 1882
- Knut Petersson, redaktör, f, f. 1892
- Rickard Lindström, journalist, s
- Edgar Sjödahl, lektor, s
- Otto Wangson, ombudsman, s, f. 1893

## Göteborgs och Bohus län
- Gunnar Sanne, godsägare, h, f. 1870
- John Gustavson, hemmansägare, bf, f. 1890
- Karl Ivar Sköldén, lantbrukare, bf, f. 1880
- Sigfrid Hansson, redaktör, s, f. 1884
- Theodor Nilsson, handlande, s, f. 1872

## Älvsborgs län
- Carl Bengtsson, lantbrukare, h
- Axel Nylander, civilingenjör, h
- Tycho Colleen, häradshövding, h
- Nils Hörstadius, direktör, h
- Johan Johansson i Friggeråker, lantbrukare, bf, f. 1872
- John Björck, handelsträdgårdsmästare, f, f. 1881
- Edvard Björnsson, lektor, s, f. 1878
- Karl Sandegård, kyrkoherde, s, f. 1880

## Skaraborgs län
- Fritiof Gustafsson, godsägare, h
- Karl Johansson, lantbrukare, h, f. 1876
- Ernst Svensson i Eskhult, lantbrukare, bf, f. 1880
- Viktor Egnell, lantbrukare, bf, f. 1872
- Torsten Ström, handlande, s, f. 1885
- Helge Bäcklund, tågmästare, s, f. 1880

## Värmlands län
- Karl Wilhelm Bodin, lantbrukare, h, f. 1871
- Gustav Björkman, förvaltare, h
- Johan Bergman, professor, f
- Gustaf Strömberg, yrkesunderinspektör, s
- Karl Schlyter, häradshövding, s, f. 1879
- John Sandén, redaktör, s, f. 1867
- Östen Undén, professor, s

## Örebro län
- Adolf Lindgren, direktör, h, f. 1864
- Nils Wohlin, generaltulldirektör, bf
- Gottfrid Karlsson i Gillberga, nämndeman, f, f. 1872
- Harald Åkerberg, redaktör, s, f. 1883
- Fritjof Ekman, ombudsman, s

## Kopparbergs län
- August Ernfors (tidigare Eriksson), lantbrukare, h, f. 1864
- Emil Bjurström, grosshandlare, f, f. 1874
- Gunnar Myrdal, professor, s
- Ejnar Lindbärg, kamrer, s
- Ivar Englund, redaktör, s, f. 1886
- Anders Sundvik, kassör,  s

## Gävleborgs län med Gävle stad
- Nils Holmström, major, h, f. 1884
- Per Andersson i Koldemo, hemmansägare, bf, f. 1876
- Elon Andersson, redaktör, f
- Rickard Sandler, folkhögskolföreståndare, s
- Carl Eriksson i Ljusdal, möbelhandlare, s, f. 1881
- Per Granath, postiljon, s, f. 1882
- Hemming Sten, redaktör, s

## Västernorrlands län och Jämtlands län
- Gustav Velander, rådman, h, f. 1884
- Anders Olof Frändén, hemmansägare, h, f. 1866
- Leonard Hagström, hemmansägare, h, f. 1881
- Leonard Tjällgren, lantbrukare, bf
- Sam Larsson, byråchef, f, f. 1883
- Carl Lindhagen, f.d. borgmästare, s
- Janne Walles, kassör, s, f. 1871
- Enar Berglund, folkskollärare, s, f. 1888
- Nils Andersson i Östersund, redaktör, s, f. 1891
- Mauritz Västberg, redaktör, s

## Västerbottens län och Norrbottens län
- Olof Bergqvist, biskop, h, f. 1862
- Nils Gabrielsson, lantbrukare, h, f. 1876
- Pontus Sandström, rådman, h, f. 1875
- Carl Lindmark, lantbrukare, h, f. 1880
- Carl Fredrik Carlström, rektor, h, f. 1882
- Evert Jonsson, sekreterare, f, f. 1869
- David Hansén, grosshandlare, f
- Johan Magnus Bäckström, byggmästare, f, f. 1876
- Manne Asplund, bergmästare, s, f. 1872
- Karl Johanson i Vännäs, lokomotivförare, s, f. 1881